# Lelkowo (gmina)
Lelkowo – gmina wiejska w województwie warmińsko-mazurskim, w powiecie braniewskim. W latach 1975–1998 gmina położona była w województwie elbląskim.
Siedziba gminy to Lelkowo.
Według danych z 30 czerwca 2004 gminę zamieszkiwało 3070 osób. Natomiast według danych z 31 grudnia 2019 roku gminę zamieszkiwało 2817 osób.

## Struktura powierzchni
Według danych z roku 2002 gmina Lelkowo ma obszar 197,96 km², w tym:
- użytki rolne: 67%
- użytki leśne: 24%

Gmina stanowi 16,43% powierzchni powiatu.

## Demografia
Dane z 30 czerwca 2004:
| Opis                              | Ogółem | Ogółem | Kobiety | Kobiety | Mężczyźni | Mężczyźni |
| --------------------------------- | ------ | ------ | ------- | ------- | --------- | --------- |
| jednostka                         | osób   | %      | osób    | %       | osób      | %         |
| populacja                         | 3070   | 100    | 1555    | 50,7    | 1515      | 49,3      |
| gęstość zaludnienia (mieszk./km²) | 15,5   | 15,5   | 7,9     | 7,9     | 7,7       | 7,7       |

Według Narodowego Spisu Powszechnego Ludności i Mieszkań 2011, Gmina Lelkowo jest gminą o największym udziale osób należących do mniejszości ukraińskiej wśród ogółu mieszkańców (19,7%, 607 osób) spośród wszystkich polskich gmin.

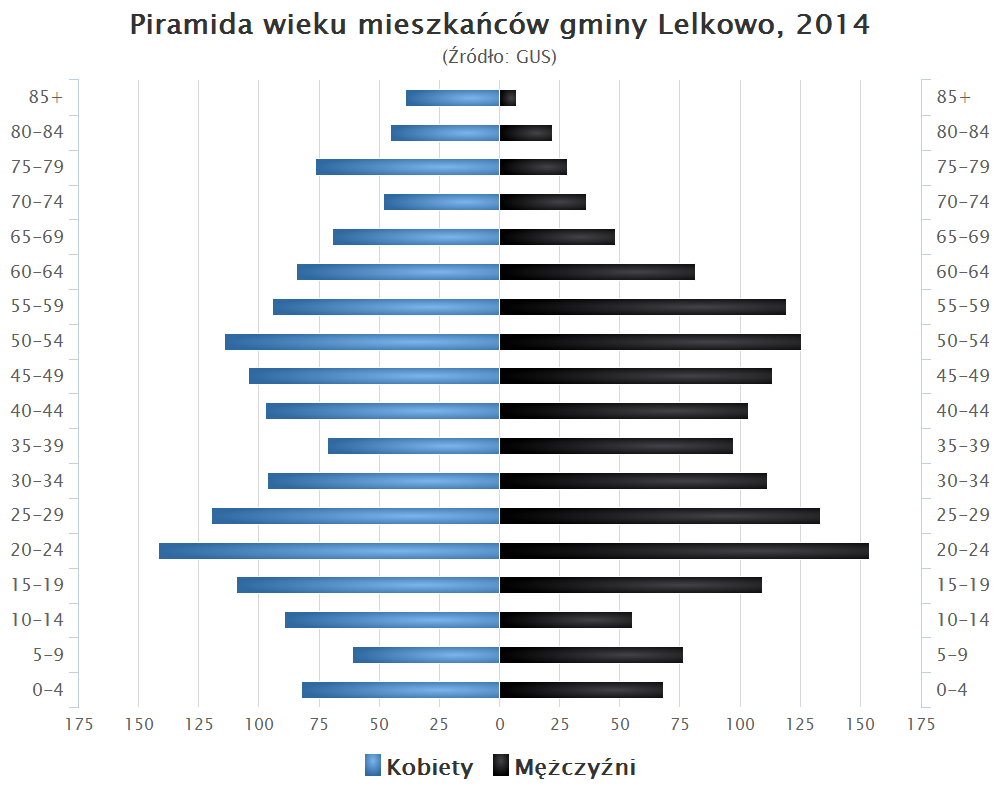
Piramida wieku mieszkańców gminy Lelkowo w 2014 roku

## Sołectwa
Bieńkowo, Dębowiec, Głębock, Grabowiec, Jachowo, Jarzeń, Krzekoty, Kwiatkowo, Lelkowo, Lutkowo, Sówki, Wilknity, Wołowo, Wyszkowo, Zagaje.

## Pozostałe miejscowości
Bartki, Białobór, Giedawy, Głębock (osada), Grabowiec (osada), Jachowo (osada), Jarzeński Młyn, Kildajny, Mędrzyki, Miłaki, Młyniec, Nałaby, Perwilty, Piele, Przebędowo, Słup, Szarki, Wilknicki Młyn, Wola Wilknicka, Zdrój.

## Sąsiednie gminy
Braniewo, Górowo Iławeckie, Pieniężno. Gmina sąsiaduje z Rosją.